# Stare Obłuże
Stare Obłuże – zniesiona nazwa osady w Polsce położona w województwie pomorskim, w powiecie puckim, w gminie Kosakowo.
Nazwa miejscowości została zniesiona z 2022 r.